# 雙棘蛇鯖
雙棘蛇鯖為輻鰭魚綱鱸形目鯖亞目蛇鯖科的其中一種，分布於全球三大洋熱帶至亞熱帶海域，棲息深度50-1000公尺，本魚體細長而側扁，體色銀色，鰭膜黑色，背鰭硬棘30- 36枚，背鰭軟條35-44枚，臀鰭硬棘2枚，臀鰭軟條28-35枚，脊椎骨57-64個，體長可達33公分，為外洋性魚類，夜晚會做垂直性遷移，白天可能會成群活動，屬肉食性，以甲殼類及小魚為食，數量相對少見。

## 擴展閱讀
維基物種上的相關：雙棘蛇鯖